# Campeonato Argentino de Futebol de 1948
O Campeonato Argentino de Futebol de 1948 foi a décima oitava temporada da era profissional da Primeira Divisão do futebol argentino. O certame foi disputado em dois turnos de todos contra todos, entre 18 de abril e 12 de dezembro. O Independiente sagrou-se campeão argentino, pela quinta vez.

## Participantes
| Equipe             | Cidade       |
| ------------------ | ------------ |
| Banfield           | Banfield     |
| Boca Juniors       | Buenos Aires |
| Chacarita Juniors  | Villa Maipú  |
| Estudiantes        | La Plata     |
| Gimnasia y Esgrima | La Plata     |
| Huracán            | Buenos Aires |
| Independiente      | Avellaneda   |
| Lanús              | Lanús        |
| Newell's Old Boys  | Rosario      |
| Platense           | Buenos Aires |
| Racing Club        | Avellaneda   |
| River Plate        | Buenos Aires |
| Rosario Central    | Rosario      |
| San Lorenzo        | Buenos Aires |
| Tigre              | Victoria     |
| Vélez Sarsfield    | Buenos Aires |

## Classificação final
| Pos | Equipes               | J  | V  | E  | D  | GM | GS | Pts |
| --- | --------------------- | -- | -- | -- | -- | -- | -- | --- |
| 1   | Independiente         | 30 | 17 | 7  | 6  | 65 | 42 | 41  |
| 2   | River Plate           | 30 | 12 | 13 | 5  | 59 | 48 | 37  |
| 3   | Estudiantes LP        | 30 | 16 | 4  | 10 | 63 | 45 | 36  |
| 4   | Racing Club           | 30 | 15 | 6  | 9  | 68 | 45 | 32  |
| 4   | Newell's Old Boys     | 30 | 12 | 8  | 10 | 54 | 37 | 32  |
| 4   | San Lorenzo           | 30 | 12 | 8  | 10 | 55 | 54 | 32  |
| 4   | Vélez Sarsfield       | 30 | 11 | 10 | 9  | 44 | 44 | 32  |
| 8   | Boca Juniors          | 30 | 10 | 10 | 10 | 52 | 47 | 30  |
| 8   | Platense              | 30 | 11 | 8  | 11 | 57 | 65 | 30  |
| 10  | Huracán               | 30 | 11 | 7  | 12 | 45 | 49 | 29  |
| 11  | Chacarita Juniors     | 30 | 9  | 10 | 11 | 45 | 48 | 28  |
| 12  | Rosario Central       | 30 | 12 | 3  | 15 | 74 | 73 | 27  |
| 13  | Banfield              | 30 | 9  | 6  | 15 | 54 | 67 | 24  |
| 14  | Tigre                 | 30 | 8  | 7  | 15 | 56 | 81 | 23  |
| 14  | Lanús                 | 30 | 5  | 13 | 12 | 38 | 57 | 23  |
| 16  | Gimnasia y Esgrima LP | 30 | 6  | 8  | 16 | 51 | 78 | 20  |

## Premiação
| Campeonato Argentino de Futebol de 1948 |
| --------------------------------------- |
| Independiente Campeão (5° título)       |

## Goleador
| Jogador | Jogador         | Gols | Equipe          |
| ------- | --------------- | ---- | --------------- |
|         | Benjamín Santos | 21   | Rosario Central |